# 菲利普·戴维斯

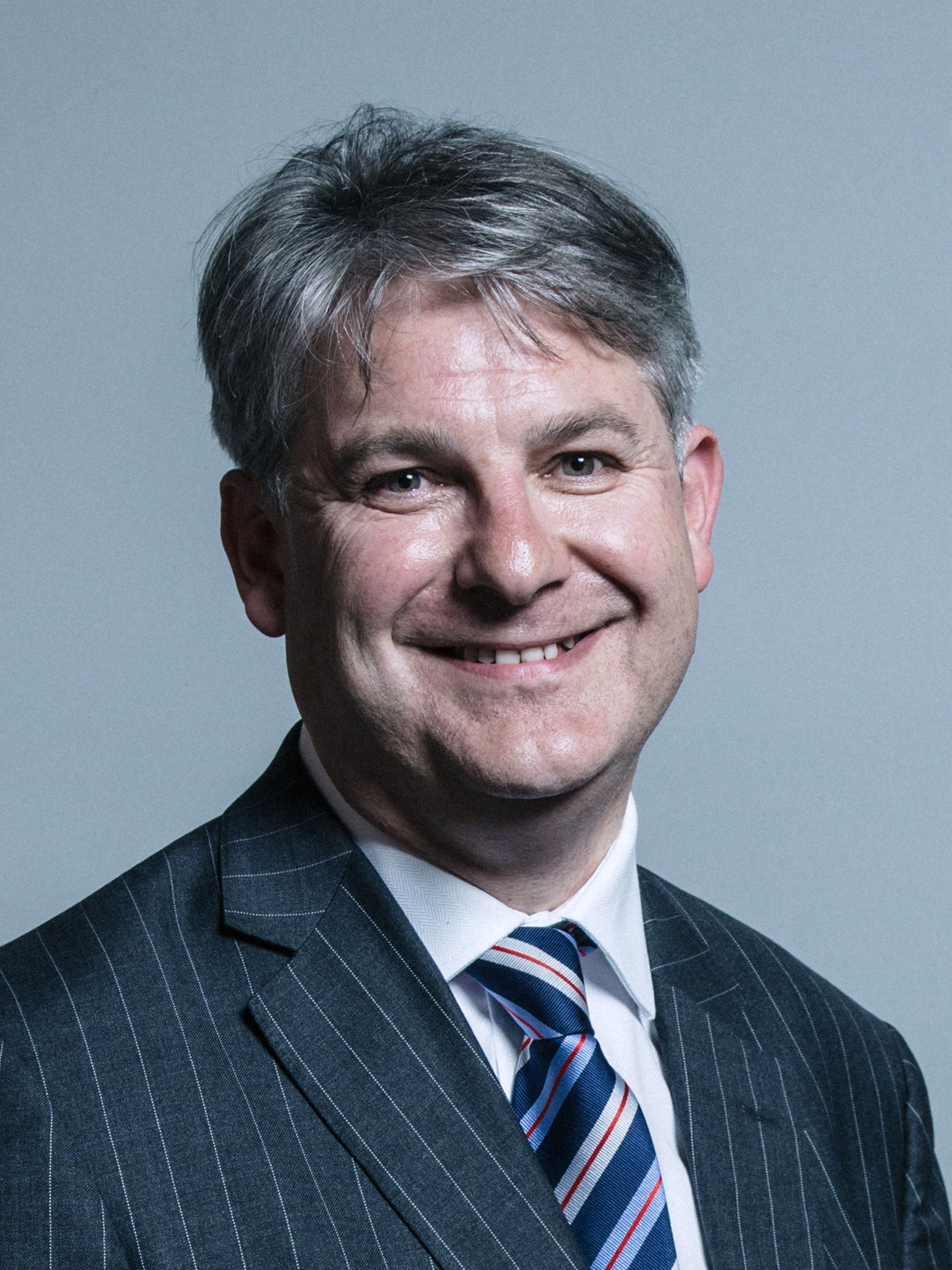

菲利普·戴维斯爵士（英語：Sir Philip Davies，1972年1月5日—）是一位英格蘭政治人物，他的黨籍是保守黨。自2005年開始，他擔任希普利選區選出的英國下議院議員。他是現在保守黨內最反叛的議員，曾經做出120次和保守黨黨鞭不同的投票，被批評為「殺掉一切他不喜歡的法案」 。